# Victor Hugo Palma Paúl
Victor Hugo Palma Paúl (ur. 10 kwietnia 1958 w mieście Gwatemala) – gwatemalski duchowny rzymskokatolicki, w latach 2004–2024 biskup Escuintla, arcybiskup metropolita Los Altos Quetzaltenango–Totonicapán od 2025.

## Życiorys
Wstąpił do seminarium duchownego w Gwatemali. Studiował ponadto na Papieskim Instytucie Biblijnym oraz na Papieskim Uniwersytecie Gregoriańskim, gdzie doktoryzował się z biblistyki.
Święcenia kapłańskie przyjął 23 grudnia 1983. Pracował przede wszystkim w gwatemalskim seminarium - był najpierw wykładowcą Pisma Świętego, a po uzyskaniu doktoratu mianowano go prefektem studiów.

### Episkopat
14 lipca 2001 papież Jan Paweł II mianował go biskupem koadiutorem diecezji Escuintla. Sakry biskupiej udzielił mu 1 września tegoż roku ówczesny biskup Escuintli, Fernando Claudio Gamalero González. Po śmierci 3 kwietnia 2004 biskupa Gamalero Gonzáleza przejął po nim rządy w diecezji.
10 grudnia 2024 papież Franciszek mianował go arcybiskupem metropolitą Los Altos Quetzaltenango–Totonicapán. Urząd ten objął kanonicznie 22 lutego 2025. Paliusz otrzymał z rąk papieża Leona XIV w dniu 29 czerwca 2025.